# Erlau (Obernzell)
Erlau ist ein Gemeindeteil des Marktes Obernzell im niederbayerischen Landkreis Passau.

## Lage
Das Dorf Erlau liegt etwa vier Kilometer westlich von Obernzell an der Mündung der Erlau in die Donau gegenüber der Burg Krempelstein.

## Geschichte
Da an der Mündung der Erlau das Steilufer etwas zurücktritt, konnte hier die Donau ohne große Mühe überquert werden. Siedlungen entstanden jedoch zunächst nicht in der sumpfigen Niederung, sondern auf den Höhen. 1296 wird der Weiler Erlau erstmals urkundlich erwähnt. Die alte Geschichte Erlaus spielte sich zwischen Burgen und Höfen ab. Im Jahre 1367 fand hier die Schlacht bei Erlau statt, in der die Truppen des Bischofs Albert III. von Winkel die aufständischen Passauer Bürger besiegten.
Die Erlau bildete die Grenze zwischen den Landgerichten Passau und Wegscheid. Später verlief hier noch die Grenze zwischen dem Landkreis Passau und dem Landkreis Wegscheid. Das westliche Erlau war ein Ortsteil der Gemeinde Kellberg im Landkreis Passau, das östliche dagegen ein Ortsteil der Gemeinde Ederlsdorf im Landkreis Wegscheid. Erst im  Zuge der Gebietsreform in Bayern wurde Erlau ein einheitlicher Bestandteil des Marktes Obernzell. Damals wurde gleichzeitig mit der Auflösung des Landkreises Wegscheid mit Wirkung vom 1. Juli 1972 die Gemeinde Ederlsdorf aufgelöst und mit dem Gemeindeteil Erlau in den Markt Obernzell eingemeindet sowie von der Gemeinde Kellberg noch deren Gemeindeteile Erlau, Edlhof und Holzschleife an Obernzell zugewiesen.
Der Grundstein zum modernen Erlau wurde 1861 mit der Gründung einer Papierfabrik und 1883 durch eine Holzschleif im Erlautal gelegt. Mit dem Bau der Bahnstrecke Passau-Voglau–Hauzenberg und der Bahnstrecke Erlau–Wegscheid wurde Erlau sogar zu einem Eisenbahnknotenpunkt. 1942 wurde kriegsbedingt der Firmensitz der von Hans Vogt gegründeten Firma Vogt hierher verlagert. Bei einem Fliegerangriff im Oktober 1944 auf den Bahnhof Erlau gab es sechs Todesopfer und zahlreiche Verletzte. Schwer getroffen wurde Erlau vom Hochwasser 1954 und vom Hochwasser 2013. Heute hat Erlau über 500 Einwohner und ist wesentlich von den ortsansässigen Betrieben geprägt.

## Sehenswürdigkeiten
- Filialkirche Maria Unbefleckte Empfängnis. Der moderne Bau wurde 1957 nach den Plänen von Diözesanbaumeister Alfons Hornsteiner errichtet.

## Vereine
- FC Obernzell-Erlau e.V. 2009
- Freiwillige Feuerwehr Erlau
- Gartenbauverein Obernzell-Erlau
- Schützenverein Erlautal e.V.
- Stammtisch "Blaue Mönche Erlau"
- TSV Erlau
- Wanderfreunde Erlau